# 1994년 동계 올림픽 노르웨이 선수단
1994년 동계 올림픽 노르웨이 선수단은 1994년 2월 12일부터 2월 27일까지 노르웨이 릴레함메르에서 열린 1994년 동계 올림픽에 참가한 올림픽 노르웨이 선수단이다.